# Dumitru Prunariu
Dumitru Dorin Prunariu (n. 27 septembrie 1952, Orașul Stalin, România) este singurul cosmonaut român. La 14 mai 1981 a devenit primul român care a zburat vreodată în spațiul cosmic. A participat la misiunea Soiuz 40 din cadrul programului spațial „Intercosmos” și a petrecut în spațiu 7 zile, 20 de ore și 42 de minute. Este de profesie inginer aeronautic. A fost pe rând ofițer inginer în cadrul Comandamentului Aviației Militare, șef al Aviației civile române, președinte al Agenției Spațiale Române, ambasador al României în Federația Rusă, președinte al Comitetului ONU pentru Explorarea Pașnică a Spațiului Extra-atmosferic (UN COPUOS), președinte al Asociației Exploratorilor Spațiului Cosmic (ASE), vice-președinte al Comitetului de Relații Internationale al Agenției Spatiale Europene (ESA). În prezent are gradul de general-locotenent în rezervă.

## Formarea profesională
Născut în orașul Brașov la 27 septembrie 1952, Dumitru Prunariu a absolvit Liceul de cultura generala nr. 4 (actualul Colegiu National "Grigore Moisil") din orașul natal în anul 1971. Tatăl său era de profesie inginer, iar mama cadru didactic la o școală generală. Pasiunea lui Prunariu pentru zbor s-a manifestat încă din copilărie, așa cum declară într-un interviu:
„De mic copil mi-am dorit să zbor. Închideam ochii și simțeam că plutesc peste munți, văi, descopeream lumi noi. M-au fascinat întotdeauna abisul albastru, înălțimile infinite. În final, am ajuns să zbor în Cosmos. Visele împlinite sunt ca un cerc de lumină pe trunchiul vieții, o iradiere benefică. În cosmos, universul tău apropiat nu mai este reprezentat de casă, stradă, vecini, ci de însăși planeta natală. Pământul, pe lângă dimensiunea fizică pe care o poți aprecia direct, la adevărata ei valoare și măreție, are și o puternică dimensiune morală. Dintr-un zbor cosmic te întorci mult mai stăpân pe tine, mai matur, mai apropiat de oameni și de natură, cu o viziune mult mai globală a fenomenelor și activităților terestre. Cu toate că nu ești singur în aparatul de zbor, singurătatea, acolo sus, e destul de puternică. Te simți dintr-o dată rupt de ambientul tău natural, în care te-ai născut și dezvoltat.”
Micul Prunariu și-a început calea spre stele de la cercul de aeromodelism de la Casa pionierilor din Brașov, unde construia modele de planoare și de avioane, visând să devină constructor de aparate de zbor. Avea 17 ani când a dobândit premiul republican la Concursul de creații tehnice „Minitehnicus”. Cu această ocazie a primit carnetul de membru Minitehnicus nr. 103. 11 ani mai târziu avea să devină cel de-al 103-lea pământean care a ajuns în Cosmos. 
A absolvit Facultatea de Inginerie Aerospațială din cadrul Universității "Politehnica" din București în anul 1976 cu specializarea inginerie aeronautică. După finalizarea studiilor universitare, a lucrat ca inginer stagiar la Întreprinderea de Construcții Aeronautice (IAR) din Ghimbav (județul Brașov), între anii 1976-1977. Ulterior, în cartea „La cinci minute după cosmos”, scrisă împreună cu realizatorul de emisiuni TV Alexandru Stark, Prunariu avea să spună că dacă nu ar fi fost cooptat în detașamentul cosmonauților, ar fi construit la uzină, împreună cu soția, elicopterele și avioanele atât de râvnite în copilărie.
În anul 1974 s-a căsătorit cu Crina Rodica Prunariu, cu care a fost coleg de facultate, ulterior lucrător în Ministerul Comerțului Exterior, apoi, din 1990, diplomat în cadrul Ministerului Afacerilor Externe, ambasador al României în Armenia în perioada 2007-2013, acum pensionară. În 1975 s-a născut primul lor fiu, Radu-Cătălin, iar în 1977 al doilea fiu, Ovidiu-Daniel.

## Primul cosmonaut român

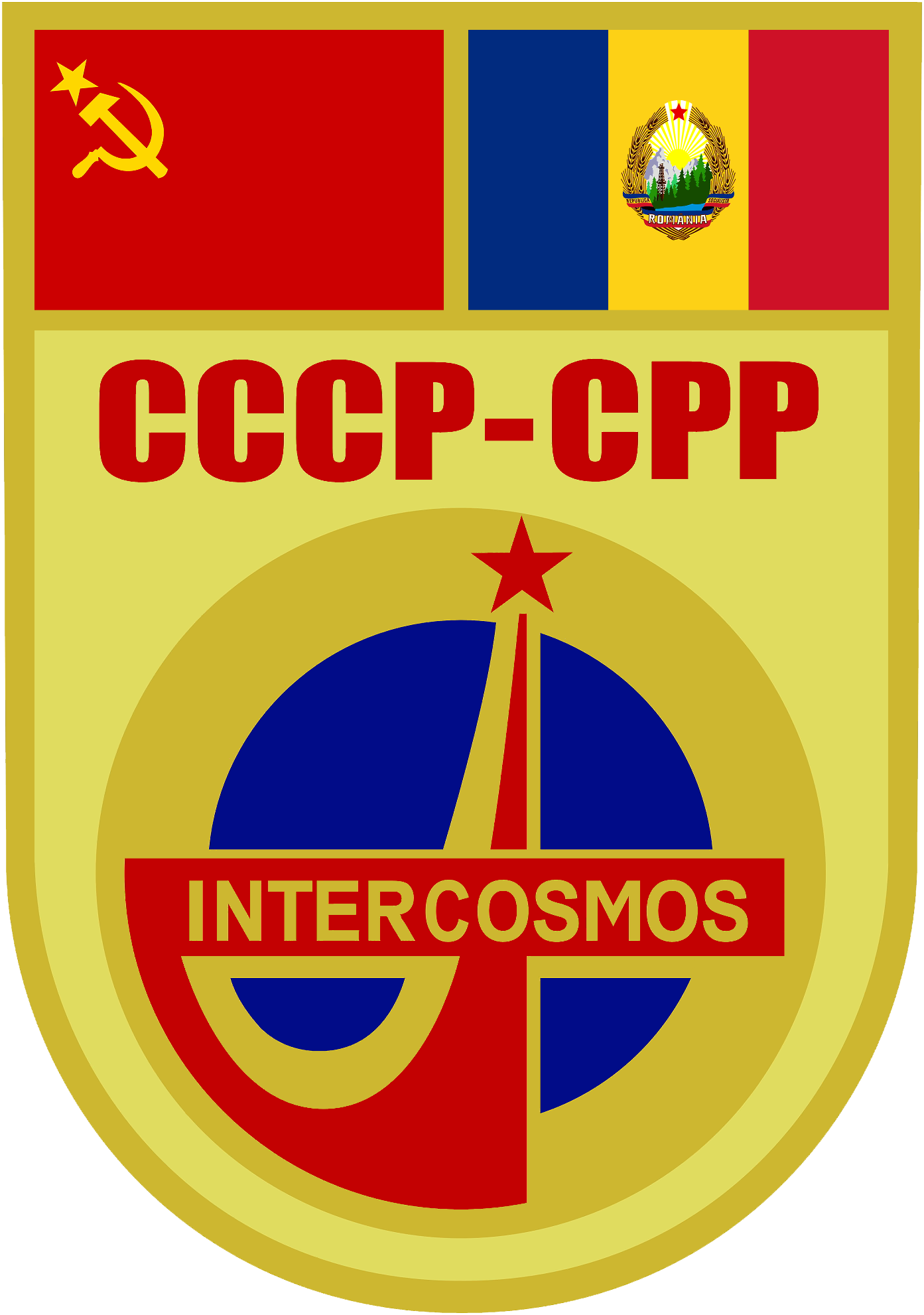
Intercosmos

În mai 1977, au început să se facă selecționări pentru programul de zboruri cosmice Intercosmos , inițiat de către URSS și adresat țărilor aliate socialiste. Inițial, pentru detașamentul cosmonauților s-au oferit voluntar in jur de 150 de candidați, cerința principala, pe lângă condiția medicală și psihologică, fiind să aibă studii tehnice superioare. "Programul „Intercosmos” era un program cosmic bine definit, care avea prevederi foarte clare și o evoluție bine precizată: de la experimente care au fost efectuate în regim automat la bordul diferitelor rachete de mare altitudine sau nave cosmice sovietice, până la experimente complexe efectuate de cosmonauți." 
În timpul stagiului militar efectuat în cadrul Școlii de ofițeri de rezervă aviație de la Bacău, în ianuarie 1977, comandantul de atunci al unității militare, locotenentul-colonel Ioan Stahie (cel care mai târziu va fi obligat de conducerea superioara să-și schimbe numele în Săndulescu, avansând ierarhic pana la gradul de general de aviație și îndeplinind spre sfârșitul carierei (1997) funcția de comandant al Aviației și Apărării Antiaeriene a Teritoriului), a intrat la curs și i-a anunțat pe inginerii militari TR că se fac selecționări pentru programul Intercosmos. 17 dintre ei au acceptat. După efectuarea testelor medicale la București, toți 17 au fost respinși. Motivul respingerii lui Prunariu a fost faptul că la probele de efort, pe fondul unei gripe de moment, i se depistaseră perturbații ale parametrilor inimii. La două luni după respingere, dosarele a cinci candidați între care și Prunariu au fost reluate, acesta reușind de data aceasta să treacă cu succes de toate probele. Din toate grupele de selecție au rămas în acea fază șapte candidați, doi au renunțat din motive personale, iar încă doi au fost eliminați la ultimele faze de testare efectuate în țară.
Dumitru Prunariu finalizează, în septembrie 1977, cursurile Școlii de ofițeri de rezervă aviație din Bacău, cu gradul de sublocotenent în rezervă.
În toamna anului 1977, candidații cosmonauți au fost detașați de la locurile lor de muncă la unitatea militară de aviație de la Bacău, fiind incluși într-un program de pregătire multidisciplinar. Pregătirea a cuprins o serie de cursuri de pregătire teoretică efectuate la Academia Militară din București, câteva zeci de ore de zbor pe avioane MIG 15 efectuate la Bacău și educație fizică și cursuri de limba rusă efectuate la Poiana Brașov. Ofițerul responsabil cu pregătirea fizică primise ordin ca în două luni să scoată din inginerii candidați cosmonauți sportivi de performanță. Pe fondul unor exagerări în solicitările la efort fizic fără perioade adecvate de recuperare, în caracterizarea lui Prunariu s-a scris: "oarecare lipsă de voință în pregătirea fizică“. La data de 1 ianuarie 1978, erau totuși selecționați trei candidați ca membri ai grupului de candidati cosmonauți pentru misiunea spațiala Româno-Sovietice Intercosmos. Cei trei candidați erau ing. Dumitru-Dorin Prunariu, ing. Cristian Guran și căpitanul ing. Mitică Dediu. Înainte de zborul cosmic lui Dediu i s-a schimbat oficial prenumele din Mitică în Dumitru, iar referitor la Dumitru-Dorin Prunariu s-a decis ca în presă să apară doar cu prenumele Dumitru.

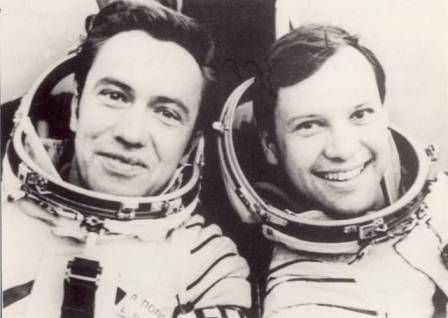
Cosmonauții Leonid Popov și Dumitru Prunariu.

Aceștia trei au plecat la Moscova pentru a fi supuși unei evaluări finale de către specialiștii ruși din cadrul Institutului de Cercetări Biomedicale în domeniul aviației și cosmonauticii. Dumitru Dediu era cu 10 ani mai în vârstă decât Prunariu și cu 9 decât Guran și după regulile militare era considerat drept favorit. După testele de la Moscova, Cristian Guran (foarte bine pregătit profesional) a fost eliminat din echipa de potențiali cosmonauți români din cauza unor probleme ale aparatului vestibular.
În cele din urmă, Prunariu și Dediu au fost aleși să efectueze programul întreg de pregătire pentru a deveni cosmonauți. „Performantele mele sportive lăsau de dorit. S-au îmbunătățit abia la ruși, ca urmare a unui program bine dozat de efort fizic. Medical, și eu și Dediu trecuserăm de toate testele”, spune Dumitru Prunariu. Dumitru Dediu, însă, chiar dacă nu avea cele mai bune performanțe la capitolul științific, excela fizic și medical.
Timp de trei ani, în perioada martie 1978-mai 1981, Prunariu și Dediu au urmat o pregătire de specialitate în calitate de candidați cosmonauți in cadrul Centrului de Pregătire a Cosmonauților "Iuri Gagarin" din Zviozdnîi Gorodok - „Orășelul Stelar” (aflat în apropiere de Moscova).
A doua grupă Intercosmos care a început pregătirea în martie 1978 în "Orășelul Stelar" a constat din câte doi candidați din cinci țări: Bulgaria, Ungaria, Cuba, Mongolia și România. În acea perioadă zburau deja în cosmos reprezentanții primei grupe Intercosmos, formată din Cehoslovacia, Polonia și Germania Democrată. După un an, pe motive politice, rușii au adus în pregătire și candidați din Vietnam, incluși în a doua grupă Intercosmos. Toți candidații cosmonauți străini au locuit în „Orășelul Stelar” împreună cu familia, condiție impusă de partea rusă, ceea ce a fost un fapt benefic pentru toți, familia având ocazia să-și susțină moral candidatul, să învețe limba și să se integreze mediului de acolo.

## Zborul în Cosmos

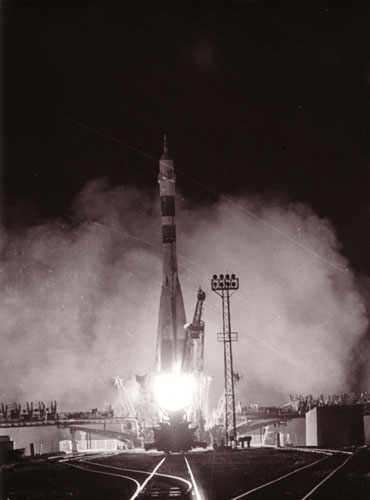
Lansarea rachetei Soiuz 40 cu echipaj româno-rus

La 12 mai 1981, Dumitru Prunariu a fost confirmat în mod oficial ca primul nominalizat în cadrul zborului spațial româno-sovietic, alături de cosmonautul sovietic colonel Leonid Popov - comandant de echipaj. Acesta era un cosmonaut experimentat și mai efectuase un zbor cu o durată de 186 de zile, la bordul stației cosmice „Saliut-6". Cosmonautul român Dumitru Dediu și cosmonautul sovietic Iuri Romanenko au fost numiți ca membri ai echipajului de rezervă. Dumitru Dediu a primit vestea cu resemnare, mai ales că aceasta a venit chiar în ziua lui de naștere: "Nu a fost ușor - recunoaște el - dar asta-i soarta, știam de la început că numai unul dintre noi va zbura". Dintre toți candidații din programul Intercosmos, Prunariu a fost singurul cosmonaut care a obținut la examenele și testările finale calificative maxime, în contradicție cu Dediu care a trebuit să repete unele examene pentru a putea fi declarat calificat măcar în echipajul de rezervă.
„Pentru mine, scopul întregii pregătiri l-a constituit zborul cosmic, așa cum era și normal. În toată perioada de pregătire nu m-am gândit niciodată ce va urma după aceea”, afirmă Dumitru Prunariu.
După avaria majoră care a întrerupt în 1979 zborul primului cosmonaut bulgar, întregul program Intercosmos a fost decalat cu un an, fiind reconsiderate toate datele de lansare ale viitoarelor echipaje. 
Referitor la zborul Romano-Sovietic, cu aproape trei săptămâni înainte de lansare cele două echipaje, principal și de rezervă, au fost aduse din Orășelul Stelar de lângă Moscova la cosmodromul Baikonur din Kazahstan, unde au continuat pregătirea în vederea lansării. 
Spre seara zilei de 14 mai 1981, un autobuz special i-a adus pe cei doi cosmonauți din echipajul principal, echipați pentru zbor, către Platforma 17 de la cosmodromul Baikonur: colonelul sovietic Leonid Popov, comandantul echipajului, cel care cu un an în urmă realizase recordul de durată în spațiul extraterestru de 185 de zile, și locotenentul major inginer Dumitru Prunariu, inginer de bord si cosmonaut cercetător. Cu două ore înainte de start echipajul a ocupat poziția de lansare în capsula navei cosmice aflată în vârful rachetei purtătoare, efectuând până la lansarea propriu-zisă o serie de teste ale aparaturii și sistemelor navei. La ora 20 16’ 38” (ora Bucureștiului), de pe cosmodromul Baikonur, a fost lansată racheta purtătoare cu nava cosmică Soiuz-40 (în greutate totală de 300 tone), având la bord echipajul mixt româno-sovietic format Dumitru Prunariu și Leonid Ivanovici Popov. După 8 minute și 50 de secunde nava cosmică se desprindea de ultima treaptă a rachetei purtătoare, aflându-se deja la 220 km altitudine, aprox. 3000 km de punctul de lansare și deplasându-se în jurul Pământului cu o viteză de 28000 km/h pe o orbită înclinată față de ecuator cu 51,6o. Prunariu a devenit astfel primul român din istorie care a zburat în spațiu si al 103-lea din lume. Conform planificării zborurilor Intercosmos zborul avea să dureze aproape 8 zile, între 14 mai - 22 mai 1981. 
Decolarea a decurs fără probleme. După înscrierea pe orbita circumterestră, verificarea parametrilor tehnici ai navei în condiții reale de zbor și efectuarea primei manevre orbitale de ridicare a orbitei, care au durat până la ora 4 dimineața a zilei următoare, cei doi cosmonauți au avut permisiunea să dezbrace costumele de scafandru cosmic, să treacă în modulul orbital și să se odihnească. S-au trezit a doua zi la ora 12, și după ce au mâncat, au efectuat a doua manevră de ridicare și corecție a orbitei navei cosmice în vederea începerii manevrelor de joncțiune cu stația orbitală Saliut-6. În momentul cuplării, Soiuz-40 avea o viteză relativă față de stație de 0,3 m/s. "Îi auzim foarte bine pe vecini, echipajul Kovalionok și Savinîh, care se aflau în cosmos din luna martie“. 

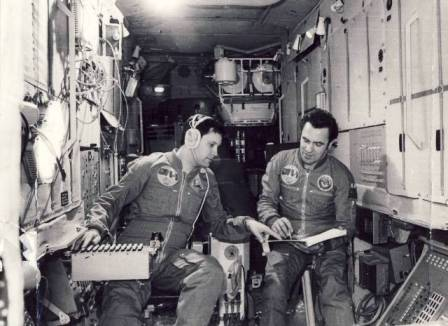
Echipajul Soiuz 40: Prunariu și Popov

La 15 mai, nava cosmică Soiuz-40 efectueaza jonctiunea cu complexul orbital Saliut 6 – Soiuz T-4. Momentul jonctiuii a fost imortalizat pe film din interiorul stației orbitale. Primul care a trecut prin deschizătura trapelor deschise ale celor două obiecte cosmice, a fost Prunariu. 
Au petrecut șapte zile pe stația orbitală Saliut 6. Acolo, cei doi cosmonauți s-au întâlnit cu cosmonauții sovietici Vladimir Kovalionok și Victor Savinîh, care se aflau deja pe orbita circumterestră de la 21 martie 1981. 
Pentru o săptămână au lucrat împreună, realizând 22 de experimente științifice. Intre ele cele denumite „Capilar”, „Biodoza”, „Astro” sau „Nanobalanța”. Biodoza, de exemplu, a fost legat de studiul câmpului magnetic al Pământului și influenței lui asupra organismelor vii. Marea majoritate a experimentelor efectuate au fost de concepție românească, iar aparatura realizată în România pentru acest scop s-a remarcat printr-un grad înalt de miniaturizare, fiabilitate și consum redus de energie, funcționând ireproșabil. Experimentele au avut drept scop obținerea de informații deosebit de prețioase pentru lărgirea cunoștințelor în domeniul astrofizicii, studiului radiațiilor cosmice și tehnologiilor cosmice, dar și în domeniul biologiei și medicinei cosmice și al psihologiei. Experimentele biomedicale au contribuit la completarea cunoștințelor existente privind comportarea organismului uman în condițiile specifice zborului cosmic, cât și la progresul cercetărilor fundamentale în domeniul medicinei aeronautice și al biologiei. Rezultatele obținute au fost publicate în reviste de specialitate și utilizate pentru pregătirea zborurilor care au urmat.
Complexul cosmic cu echipajele la bord trecea de la noapte la zi și invers de 16 ori în 24 de ore. Tot de atâtea ori în exteriorul aparatelor cosmice se produceau variații de temperatură de aproape 300 grade Celsius (+150 de grade în zonele radiate de Soare și -150 de grade în timpul trecerii prin umbra Pământului). Prunariu a înconjurat Pământul de 125 de ori, parcurgând 5.260.000 km, cu viteza de 28.000 km/oră, însumând un timp total de zbor de 7 zile, 20 de ore, 42 de minute și 52 de secunde.
Pe la ora 19,30-20,00 treceam zilnic pe deasupra României. De acolo, de sus, România se vedea de mărimea unei pâini rumene de casă.
Ca și alți cosmonauți, datorită modificărilor care apar în organismul uman în imponderabilitate, Dumitru Prunariu a avut printre altele dureri de coloană în regiunea lombară aproape pe tot parcursul zborului cosmic. "Mă trezeam aproape regulat pe la 5 - 5,30 dimineața de durere și simțeam nevoia imediată de a mă mișca. În timpul liber, cam o oră și jumătate pe zi mă uitam prin hublourile stației cosmice admirând frumusețile Pământului. Spuneam că mergem "la plajă" pentru că Soarele "bronza" (vezi ardea) rapid și puternic. Televiziunea română ne pregătise și ea un program artistic pe niște benzi de video aflat atunci în fază primitivă, dar nu am apucat să vedem prea mult din el. Uneori udam ceapa verde, "plantată" în cârpe umede".

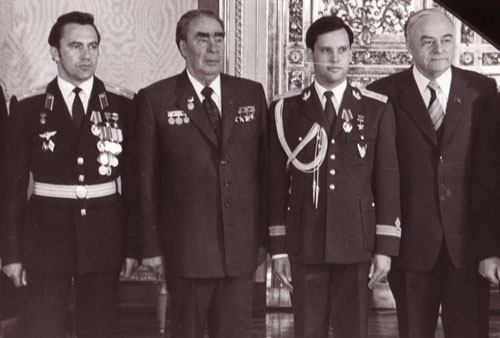
Cosmonauții Leonid Popov și Dumitru Prunariu după ce au fost decorați de Leonid Brejnev cu Ordinul Erou al URSS (1981).

Programul de cercetare fiind încheiat, a avut loc revenirea din spațiul cosmic în data de vineri, 22 mai 1981, la ora 16,58, ora României. Modulul de coborâre al navei spațiale „Soiuz 40“ (alte doua module ale navei nu se recuperează, modulul orbital și modulul agregatelor) a aterizat în condiții aproape normale pe pământ, conform programului, în zona stabilită de pe teritoriul Uniunii Sovietice, la 225 kilometri sud-est de orașul Djezkazgan, din stepa Kazahstanului. Aterizarea a fost cu unele peripeții, parașuta deschizându-se cu 4 secunde întârziere, la mai puțin de 9.600 km cum era prevăzut, ceea ce a prilejuit tuturor mari emoții. Descriind momentele de imediat după aterizare, Prunariu relatează: "Trecerea la greutatea normală a fost cumplită. Mă trezesc luat pe sus de patru membri ai echipei de căutare-salvare și sunt așezat lângă Popov pe un șezlong. Am impresia că sunt de plumb și că pământul se clatină sub mine. La cinci minute după cosmos, ca o mângâiere, aud vorbindu-se românește“, mărturisea cosmonautul, referindu-se la Alexandru Stark, reporterul acreditat să relateze evenimentul. Așa amețit cum era, ajutat de membri ai echipei de căutare-salvare, Prunariu s-a îndreptat spre capsulă să-si lase primul autograf în calitate de cosmonaut pe ea, conform obiceiului.
Misiunea a durat 7 zile, 20 de ore, 42 de minute și 52 de secunde, după un parcurs circumterestru de 5.260.000 de kilometri. 
La momentul zborului, Dumitru Prunariu a fost cel de-al 103-lea cosmonaut al lumii; de atunci numărul cosmonauților a crescut la peste 550 (statistica 2016). Acest zbor de importanță epocală pentru România a situat-o în clubul select al țărilor participante direct la explorarea Universului și totodată atestă tradiția contribuțiilor marilor înaintași români la zborul omului printre stele. 
Pentru realizarea cu succes a zborului cosmic, atât Prunariu, cât și Popov au fost decorați cu cele mai înalte ordine ale României și URSS. Din punct de vedere material, pentru realizarea sa istorică, Dumitru Prunariu a primit ca recompensă echivalentul a trei salarii sub formă de primă, acordată de ministrul apărării și a fost înaintat cu un an înainte de termen la gradul de căpitan. Autorităților de atunci le-a fost frică să nu fie refuzate de Ceaușescu în cazul în care ar face și alte propuneri de recompensare. În aceste condiții, trebuind să se mute cu familia în București unde a primit un post în cadrul Comandamentului Aviației Militare, Prunariu a fost obligat să locuiască jumătate de an la un cămin militar până să obțină o locuință, făcând apoi numeroase împrumuturi pentru a-și aranja apartamentul obținut și pentru stabilirea definitivă cu familia în capitala țării.

## General de aviație
Din anul 1981 și până în anul 1998 a fost, cu o pauză de aproape doi ani, inspector-șef pentru activități aerospațiale în cadrul Comandamentului Aviației Militare și apoi al Statului Major al Aviației și Apărării Antiaeriene.
"Acesta era o funcție creată special pentru mine și care avea și o puternică latură de reprezentare. În această funcție, desigur, am beneficiat de suportul aviației militare, în principal pentru a participa la activități pe linie cosmică atât în țară cât și în străinătate. De nenumărate ori am fost solicitat să-mi prezint public experiența cosmică." 
Din cauza faptului că popularitatea sa tindea să eclipseze notorietatea lui Nicolae și a Elenei Ceaușescu, i-au fost restricționate aparițiile la televiziune, iar în presă nu putea să mai apară pe primele pagini, doar în interviuri mai mici, în paginile de interior. 
"Desigur, aveam posibilitatea să public în revistele de știință (de exemplu, am publicat multe articole în revista „Știință și Tehnică”), dar în general în periodice cu un public bine definit, pe linie științifică, și cu un impact nu prea mare. Pe moment, nu prea am înțeles situația. Mult mai târziu mi s-a explicat ce se întâmpla, prin prisma politică a ceea ce se petrecea în România în acea perioadă.(...) Deci, dacă vorbim de epoca Ceaușescu, a avut loc această marginalizare a mea ca persoană publică pentru a nu eclipsa într-un fel sau altul imaginea familiei prezidențiale."
„M-am tot gândit ce anume făcea diferența între mine și Nadia Comăneci. Am înțeles în timp că Nadia câștigase gloria în Occident cu forțe exclusiv românești și era un bun instrument în mâna propagandei comuniste. Eu, în schimb, deși eram reprezentantul României, mă afirmasem ca rezultat al unei cooperări internaționale și reușisem performanțe cu ajutorul tehnologiei unei țări cu care nu aveam chiar cele mai bune relații.”
În anul 1990 a fost înaintat la gradul de colonel, fiind detașat pentru un an și jumătate la Ministerul Transporturilor pentru a îndeplini funcția de Ministru adjunct al Transporturilor și șef al Departamentului Aviației Civile (1990-1991). 
În anul 1991 a absolvit cursul pentru cadre superioare din cadrul Institutului Internațional de Formare și Management pentru Aviație (IAMTI / IIFGA) de la Montreal (Canada). Din anul 1985 a fost doctorand în cadrul Institutului de Aviație din București, întrerupând aceasta activitate imediat după evenimentele din 1989 în perioada foarte solicitanta a deținerii funcției în aviația civilă, reluând-o apoi în cadrul Universității "Politehnica" București și finalizând-o în anul 1999 cu obținerea titlului științific de doctor inginer în specialitatea "Dinamica sistemelor aerospațiale".
În anul 1990, alături de alți specialiști în domeniul spațial, a prezentat Guvernului propunerea de înființare a Agenției Spațiale Române, dar punerea sa în practică a fost amânată. Agenția s-a înființat ca instituție bugetară, în subordinea Ministerului Educației și Cercetării, prin hotărâre guvernamentală în anul 1991, iar în 1995 s-a reorganizat ca o instituție publică extrabugetară, lucrând prin contract cu Ministerul Cercetării și cu alte instituții, inclusiv private. Prin decizia guvernului, Agenția Spațială Română asigură elaborarea și managementul programului spațial național și reprezintă România pe linie de activități cosmice în relațiile cu instituții naționale și internaționale, ca de exemplu: Agenția Spațială Europeană, NASA, CNES, ONU etc. 
În perioada 1992-1995, Dumitru Prunariu lucrează prin colaborare externă în calitate de Secretar al Agenției Spațiale Române. Apoi, între anii 1995-1998, este membru în Consiliul de administrație al Agenției Spațiale Române. Începând din anul 1998 și până la desemnarea sa ca ambasador în Federația Rusă, Dumitru Prunariu a îndeplinit funcția de președinte al Agenției Spațiale Române. 
Din anul 1995, este vicepreședinte al Fundației EURISC - Institutul European pentru Managementul Riscului, Securității și Comunicării, fundație care și-a creat un nume respectat în zona activităților de integrare Europeană și Euro-atlantică. 
În anul 1999 a absolvit cursurile Colegiului Național de Apărare, perioadă în care și-a adâncit preocupările și interesul pentru geopolitică. În paralel, predă un curs de Geopolitică și Spațiul Cosmic în cadrul Facultății de Relații Economice Internaționale a Academiei de Studii Economice din București. 
Din data de 25 octombrie 2000, prin Decretul nr. 422 al Președintelui României, Emil Constantinescu, comandorul Dumitru Prunariu a fost înaintat la gradul de general de flotilă aeriană (general cu o stea)  și decorat pentru activitatea profesională cu Ordinul Național "Steaua României" în grad de Mare Ofițer. Ulterior, prin Decretul nr. 680 din 24 octombrie 2003, a fost avansat la gradul de general-maior de aviație (general cu două stele), apoi in 2016 la gradul de general-locotenent (in retragere), general cu 3 stele.
Dumitru Prunariu este Cercetător Științific gradul 1 (CȘ1), efectuează cercetări în domeniul științelor aerospațiale, dinamicii zborului cosmic, studii în domeniul geopoliticii și securității, este conducător de seminarii și proiecte în specialitatea sa, membru în comisii de doctorat. Este autorul a peste 40 de lucrări, cărți și articole apărute în reviste de specialitate, între care: La cinci minute după cosmos (în colab., 1981); Cosmosul - Laborator și uzină pentru viitorul omenirii (în colab., 1984); Istoria aviației române (în colab., 1984); Dimensiuni psihice ale zborului aerospațial (în colab.,  1985); Asupra mișcării generale a vehiculului spațial sub acțiunea unui centru atractiv. St. Cerc. Mec. Apl., 52,2,1993; Geodetic Precession Influence in Satellite Motion, Rom.Astron.J., 1998; The Poynting-Robertson Effect in Satellite Motion, Rom.Astron.J., 1999 ș.a. Elaborează și prezintă des lucrări de specialitate în cadrul instituțiilor cosmice internaționale.

## Activitatea diplomatică și de promovare a zborurilor cosmice
Dumitru Prunariu desfășoară o bogată activitate profesională, fiind membru a numeroase asociații și comisii de specialitate din România și străinătate. Este membru de onoare al Academiei Romane (2011), membru al Comisiei de Astronautică a Academiei Române și președinte al acesteia din 2015, membru al Societății germane de rachete "Hermann Oberth - Wernher von Braun", membru al Academiei Internaționale de Astronautică fiind și membru în consiliul de conducere, membru al Asociației Exploratorilor Spațiului Cosmic,  membru de onoare al Academiei Americano-Române de Arte și Științe, membru al Academiei Europene de Științe și Arte (2015).  
În anul 1984 a fost decorat cu Medalia de aur „Hermann Oberth” a Societății germane de rachete „Hermann Oberth - Wernher von Braun”.
Din anul 1993 este reprezentant permanent al Asociației Exploratorilor Spațiului Cosmic (ASE) la sesiunile Comitetului ONU pentru Explorarea în Scopuri Pașnice a Spațiului Extraatmosferic (COPUOS). Pe parcursul a două termene (1995-2001) a fost ales membru în Comitetul Executiv al ASE, iar în perioada 1996-1999 a fost președintele Comitetului de Politici și Relații Internaționale al ASE. În 2010 a fost ales președintele filialei europene a ASE, funcție deținută până în 2016, iar în 2011 a fost ales președinte al întregii asociații pentru un mandat de 3 ani. Începând cu anul 1992 reprezintă Guvernul României la sesiunile Comitetului ONU pentru Explorarea în Scopuri Pașnice a Spațiului Extraatmosferic (COPUOS). În anul 2003, a fost ales, prin consensul a 65 de state membre, președintele Subcomitetului Științific și Tehnic al Comitetului ONU pentru Explorarea în Scopuri Pașnice a Spațiului Extraatmosferic pentru perioada 2004-2006. Pentru o perioadă de doi ani (iunie 2010 – iunie 2012) a fost ales prin consensul celor 70 de state membre de atunci președintele COPUOS.
În mai 2004 Dumitru Prunariu a fost numit prin decret prezidențial în postul de ambasador extraordinar și plenipotențiar al României în Federația Rusă. A fost chemat în România la 24 mai 2005 de către președintele Traian Băsescu, după numai un an de mandat, având cu acesta divergențe din perioada când au deținut ambii funcții de conducere în Ministerul Transporturilor. 
Comentatorul politic Rodica Culcer a declarat că schimbarea ambasadorului este justificată de performanța slabă a acestuia într-o zonă de interes strategic: „În condițiile în care există cel puțin două probleme mari - tezaurul și Transnistria - domnul Prunariu nu a făcut aproape nimic. El i-a succedat unui alt ambasador fără activitate, și timp de un an nu a avut nici o inițiativă majoră în relațiile bilaterale”. După ce s-a aflat că în aprilie 2005 Prunariu a primit ordin de la ministrul de externe să nu se mai ocupe de problema tezaurului pe teritoriul Federației Ruse, știrea Rodicăi Culcer a fost retrasă.
A fost membru al Consiliului de Administrație al TAROM în perioada 2012-2013, destituit fără justă cauză împreună cu tot Consiliul de ministrul transporturilor de atunci, Ramona Mănescu, pentru că propuneau eliberarea din funcție a directorului general TAROM, cetățean belgian, total neperformant, ministerul susținând menținerea acestuia în funcție cu orice preț. Prin proces civil, după încă 2 ani, Prunariu alături de ceilalți membrii ai Consiliului de Administrație și-au câștigat drepturile afectate, demonstrând abuzul și ilegalitatea deciziei ministerului. Acel director general al TAROM a fost destituit ulterior de alt Consiliu de Administrație.
Prunariu este Doctor Honoris Causa al Universității Tehnice din Cluj- Napoca (2007), al Universității Tehnice a Moldovei din Chișinău (2011) al Universității de Vest din Timișoara (2013), al Universității Babeș-Bolyai din Cluj-Napoca, al Universității Petru Maior din Târgu-Mureș (2017), Honorary Doctor al Colegiului Lindsey Wilson din Columbia, Kentucky, SUA (2014). 
Este cetățean de onoare al mai multor localități din România: Pucioasa, Brașov (1999), Cluj-Napoca (2001), Mediaș (2002), Giroc (2014), al județului Timiș (2016), Timișoara (2016), București (2022).
Dumitru Prunariu este membru al primului Club Rotary din România, Rotary Club București, în perioada 2009-2010 fiind președinte al acestui club. Este decorat cu cea mai înaltă distincție personală a Rotary International, „Paul Harris Fellow”.

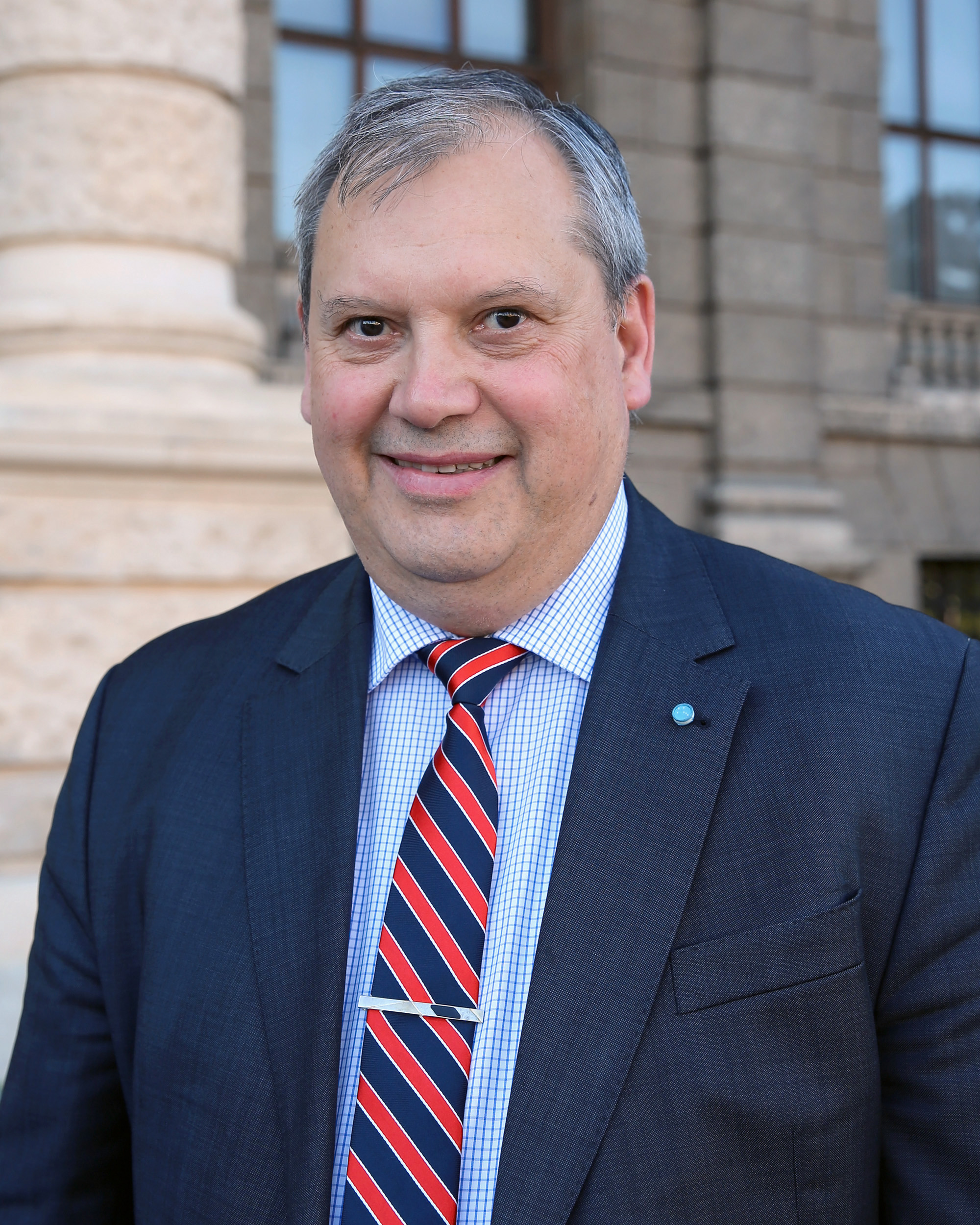
Dumitru Prunariu în 2013

Dumitru Prunariu vorbește fluent engleza, rusa și franceza.

## Viitorul cosmonauticii românești

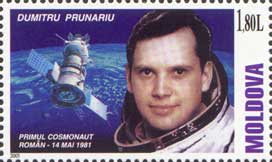
Timbru din Republica Moldova avându-l în prim plan pe Dumitru Prunariu

Într-o conferință de presă din anul 2006, Dumitru Prunariu dezvăluia programele de colaborare ale Agenției Spațiale Române pe care o conducea. „Nu ne mai permitem să trimitem oameni în cosmos, costurile se ridică la 20 milioane de dolari, dar facem aplicații valoroase. Împreună cu Universitatea Stanford, pregătim un microsatelit. Va fi un cub foarte mic. Viitorul va fi al vehiculelor private, al misiunilor comerciale. Dar, mai mult ca sigur vor fi reluate și cursele spre Lună“, afirma astronautul.
"Singurele care mai zboară sunt navele rusești, câte trei oameni la bord și numai în scopuri comerciale, fiind o sursă de venit pentru ei. Următorul echipaj uman va pleca peste vreo 2-3 ani. Americanii realizează în același regim zboruri pentru doritori, sau în regim de colaborare științifică cu anumite țări. Zboară acum cu navete rusești, iar rușii cu navete americane. Lansarea cosmonauților e o problemă din cauza penuriei de vehicule, care au defecte majore chiar din proiectare. A scăzut tehnologia, s-a redus și numărul de zboruri extraatmosferice“, explică Dumitru Prunariu cauzele reducerii numărului de zboruri cosmice."
„În primul rând, zborul cosmic îți creează o altă perspectivă de a vedea lumea, plecând de la perspectiva strict fizică pe care o ai privind Pământul din spațiul cosmic. Toate acestea îți deschid un apetit pentru a privi problemele la modul global. Lucrul acesta nu se produce imediat după experiența unui zbor cosmic, ci în timp, pe măsură ce începi să te confrunți cu o serie de activități noi, mai ales în context internațional. După ce le analizezi, tragi de multe ori concluzii care scapă celor care nu au dezvoltat simțul de a vedea lucrurile la scară cosmică… Eu sunt convins că viață nu există numai pe Pământ, ar fi absurd să gândim astfel.”
Dumitru Prunariu mărturisea într-un interviu din anul 2006 că ar pleca oricând în Cosmos, dacă i s-ar mai oferi această ocazie. "John Glenn, care în 1962 a efectuat primul zbor cosmic orbital american, a mai zburat în Cosmos și la vârsta de 77 de ani, pentru a studia efectele spațiului asupra îmbătrânirii. Dacă s-ar pune problema să reiau pregătirea pentru un zbor cosmic, cred că aș face orice pentru a-mi reintra în formă cât mai rapid. Mi-e dor de cosmos“.

## Trecerea în rezervă
Pe data de 7 februarie 2007, președintele Traian Băsescu a semnat decretul de trecere în rezervă cu gradul de general-maior al lui Dumitru Prunariu.

## Onoruri

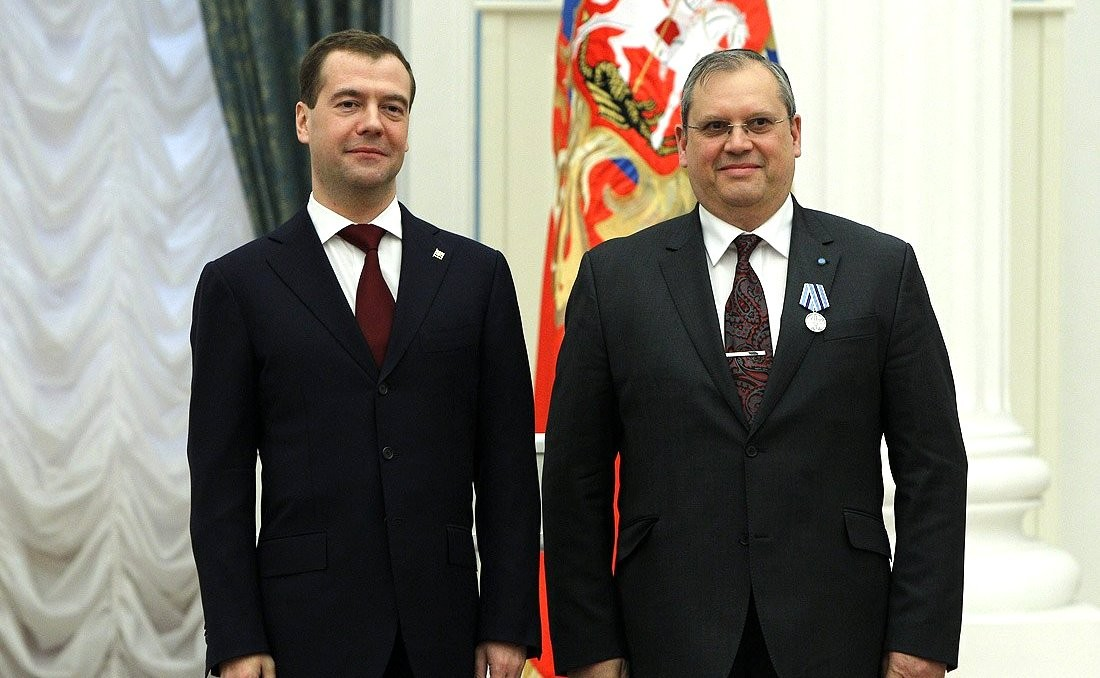
Prunariu decorat de președintele Rusiei, Dmitri Medvedev, cu ocazia împlinirii a 50 de ani de la primul zbor spațial uman.

Înainte de plecarea în spațiu, Uniunea Sovietică și România conveniseră prin acord guvernamental să le ofere celor doi cosmonauți distincțiile supreme naționale. Reîntors în România după zborul cosmic, în anul 1981, Dumitru Prunariu a primit titlul de onoare suprem de „Erou al R.S.România”. De asemenea, guvernul Uniunii Sovietice i-a decernat titlul de „Erou al URSS” și „Steaua de Aur”, pentru săvârșirea cu succes a primului zbor cosmic cu participarea unui cetățean român. 
În anul 1981, este ales membru al Federației Aeronautice Române, precum și al Comisiei de Astronautică a Academiei Române. În anul următor, a devenit membru al Federației Aeronautice Internaționale, care avea să-i confere Medalia „Iuri Gagarin”. 
În anul 1984 a fost decorat cu Medalia de aur „Hermann Oberth” a Societății germane de rachete „Hermann Oberth - Wernher von Braun”. În anul 1985 a fost unul dintre membrii fondatori ai Asociației Exploratorilor Spațiului Cosmic (ASE) din care fac parte în momentul de față peste 270 de astronauți și cosmonauți din 30 de țări. 
Ca o recunoaștere a activității sale de pionierat în domeniul cosmonauticii românești, președintele României i-a conferit, la 1 decembrie 2000, Ordinul Național „Steaua României” în grad de Mare Ofițer . 
Prunariu mai este decorat cu Ordinul Virtutea Militară în grad de Cavaler cu însemn pentru militari (2010) și  Emblema „Onoarea Armatei Române” acordată de ministrul apărării (2011). 
La 12 aprilie 2011, la aniversarea a 50 de ani de la primul zbor spațial uman al lui Iuri Gagarin, Dumitru Prunariu a primit, împreună cu alți cosmonauți, din partea președintelui rus Dmitri Medvedev, nou instituita decorație Medalia de Merit pentru Explorare Spațială.
Din mai 2002, Dumitru Prunariu este membru de onoare al Academiei Americano-Române de Arte și Științe înregistrată în California (SUA). De asemenea, este Cetățean de Onoare al câtorva orașe și municipii: Cluj, Brașov (1999), Mediaș (2002) etc.
În anul 2010, muzicianul de rock Doru Istudor îi dedică piesa „Călătorul prin spațiu”, compusă de el și inclusă pe al treilea album al formației M.S., A’ venit băieții!!!.

### Distincții
- titlul de onoare suprem Erou al Republicii Socialiste România (22 mai 1981) „pentru îndeplinirea cu înaltă răspundere a misiunii încredințate la bordul complexului orbital experimental științific «Saliut 6» — «Soiuz» și realizarea cu succes a programului științific de cercetare a spațiului cosmic, cu prilejul efectuării primului zbor cosmic comun româno-sovietic”[23]